# Sumrall Peak
Sumrall Peak är en bergstopp i Antarktis. Den ligger i Västantarktis. Argentina, Chile och Storbritannien gör anspråk på området. Toppen på Sumrall Peak är 1 130 meter över havet.
Terrängen runt Sumrall Peak är varierad. Trakten är obefolkad. Det finns inga samhällen i närheten. 